# Val-de-montferrand
Le val-de-montferrand  est un vin français faisant partie de l'Indication géographique protégée saint-guilhem-le-désert au sein du vignoble du Languedoc-Roussillon, produit dans 46 communes du département de l'Hérault et trois communes du département du Gard. Les vins produits sur le territoire de l’appellation peuvent être rouges, rosés ou blancs.

## Cépages
Les principaux cépages de l'appellation sont le chardonnay, le viognier, le muscat blanc à petits grains et le sauvignon (vins blancs), le cabernet sauvignon, le cabernet franc, le petit verdot, le merlot et le pinot noir (rouges et rosés).